# Ed Towns
Edolphus Towns , Jr., detto Ed (Chadbourn, 21 luglio 1934), è un politico statunitense, membro della Camera dei Rappresentanti per lo stato di New York dal 1983 al 2013.

## Biografia
Nato nella Carolina del Nord, Towns conseguì un master all'Adelphi University e successivamente lavorò come docente presso la Fordham University.
Entrato in politica con il Partito Democratico, per due volte negli anni settanta tentò infruttuosamente di farsi eleggere nella legislatura dello stato di New York.
Nel 1982 Towns venne eletto alla Camera dei Rappresentanti e negli anni successivi fu riconfermato per altre quattordici volte, finché nel 2012 annunciò il proprio ritiro e lasciò il Congresso dopo trent'anni di permanenza.